# 普熱姆沙河
50°3′58″N 19°14′0″E / 50.06611°N 19.23333°E

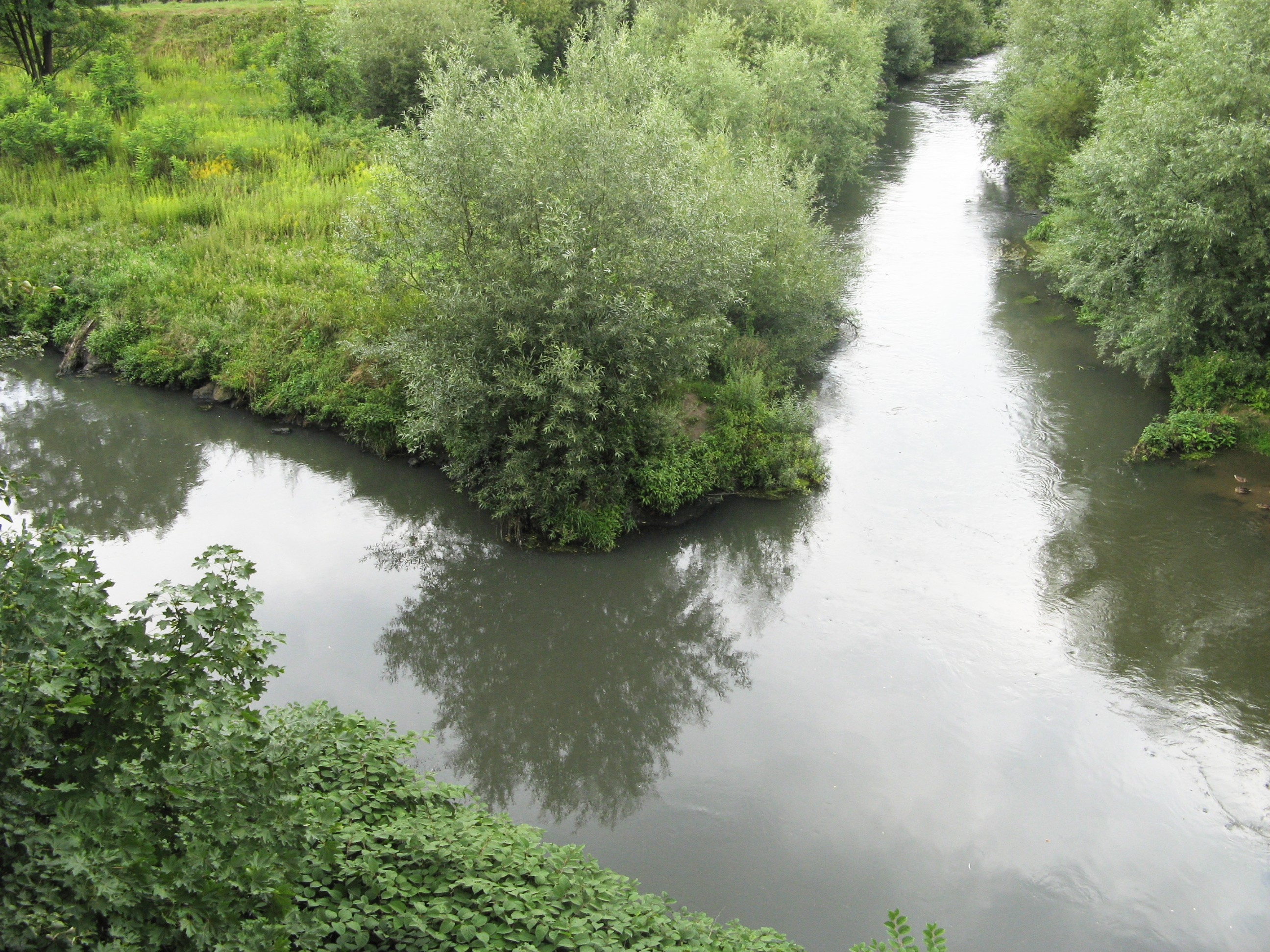

普熱姆沙河是波蘭的河流，位於該國南部，屬於維斯瓦河的左支流，河道全長24公里，流域面積2,121平方公里，發源自亞沃日諾，河畔城鎮有海烏梅克。